# Bulbul moustac
Bleda syndactylus
Espèce
Statut de conservation UICN

 LC  : Préoccupation mineure
Synonymes
- Bleda syndactyla

Le Bulbul moustac (Bleda syndactylus) est une espèce de passereau de la famille des Pycnonotidae.

## Habitat
Son habitat naturel est les forêts humides tropicales en plaine ou en montagne et les zones de broussailles humides tropicales.

## Répartition et sous-espèces
Cet oiseau est répandu en Afrique équatoriale.
Selon la classification de référence du Congrès ornithologique international (14.2, 2024) :
- Bleda syndactylus syndactylus (Swainson, 1837) — centre/oust
- Bleda syndactylus woosnami Ogilvie-Grant, 1907 — est